# Télécom ParisTech
Fundada en 1878, Télécom ParisTech, també anomenada École nationale supérieure des télécommunications, és una Grande école d'enginyeria de França. Està situada a París, França: Campus Universitat París-Saclay.
Télécom ParisTech és un establiment públic d'ensenyament superior i recerca tècnica.
L'Escola lliura :
- el diploma d'enginyer de Télécom ParisTech (Màster Ingénieur Télécom ParisTech)
- el diploma Màster recerca i de doctorat
- Mastère spécialisé
- MOOC.[2]

## Famós professor
- Janet Pierrehumbert, professora de lingüística